# Oswald Wutzke

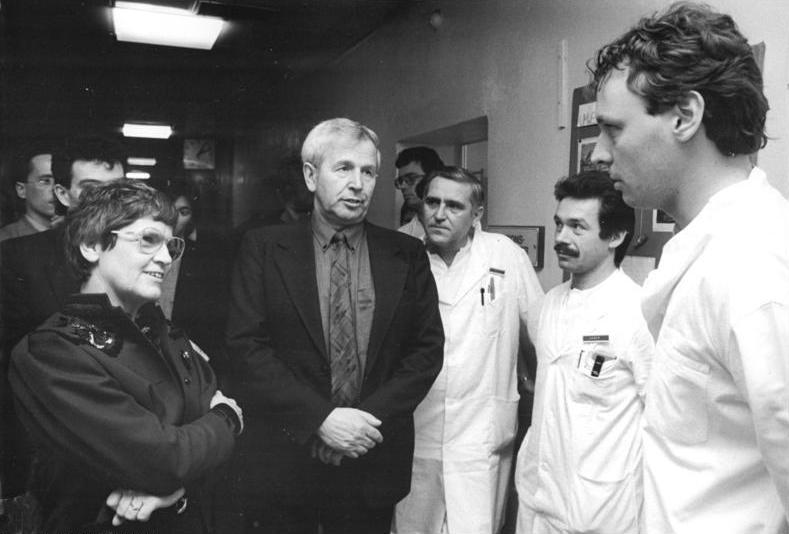
Oswald Wutzke (2. v.l.) besucht zusammen mit Rita Süssmuth das Krankenhaus Friedrichshain (1990).

Oswald Wutzke (* 28. April 1936 in Dubeczno, Polen) ist ein deutscher Theologe und Politiker (DA, später CDU).

## Leben und Beruf
Wutzke wurde 1936 in Dubeczno im polnischen Kreis Chełm geboren. Während des Zweiten Weltkriegs zog er 1940 mit seiner Familie nach Grobia im Kreis Międzychód. 1945 siedelte seine Familie nach Vorpommern über und ließ sich in Bandelin nieder.
Nach dem Schulbesuch absolvierte Wutzke seit 1951 eine Gärtnerlehre mit vordiakonischer Ausbildung und 1953/54 Praktika in sozialen Einrichtungen. Er besuchte von 1954 bis 1959 das Kirchliche Oberseminar in Potsdam-Hermannswerder und nahm anschließend ein Studium der Theologie auf, das er 1963 abschloss. Nach dem Vikariat in Hohenbollentin 1963/64 und dem Predigerseminar in Brandenburg an der Havel 1964/65 war er von 1966 bis 1990 als Pfarrer in Hohenreinkendorf und Gartz tätig.
Wutzke war von 1994 bis 2000 als Sonderbeauftragter der Bundesregierung beim Bundesinnenministerium tätig. In dieser Funktion stellte er Verbindungen zwischen im Ausland lebenden Russlanddeutschen und der Bundesregierung her. Im Juli 2002 wurde er Propst einer der Evangelisch-Lutherischen Kirche in Russland, der Ukraine, in Kasachstan und Mittelasien angehörenden Propstei im Nordkaukasus.

## Partei
Nach der politischen Wende in der DDR schloss Wutzke sich dem kurzlebigen Demokratischen Aufbruch (DA) an. Er leitete ab Januar 1990 dessen politische Abteilung und war anschließend bis April 1990 DA-Generalsekretär. Nach der Auflösung des DA am 4. Oktober 1990 trat er der CDU bei.

## Öffentliche Ämter
Wutzke amtierte von April bis Oktober 1990 als Staatssekretär im Ministerium für Wirtschaftliche Zusammenarbeit. Er wurde am 27. Oktober 1990 als Kultusminister in die von Ministerpräsident Alfred Gomolka geführte Regierung des Landes Mecklenburg-Vorpommern berufen. Am 16. März 1992 trat er gemeinsam mit dem Ministerpräsidenten zurück, blieb aber noch bis zum 30. März 1992 geschäftsführendes Mitglied im Kabinett von Ministerpräsident Berndt Seite und wurde dann in seinem Amt von Steffie Schnoor abgelöst.